# A♯ (音名)
A♯（A-sharp）是A的一個半音之上，B的一個半音之下。因此，A♯與B♭異名同音。A♯在法語裏是第十一個唱名，稱為lá dièse。
在十二平均律中，如果中央C之上的A的頻率是440Hz，那C♯4（中央C之上的A♯）的頻率就是大約466.16 Hz。（參見音高。）

## 十二律
A♯ 在十二律中对应无射。